# Međuplanetna tvar
Međuplanetarna tvar je tvar u prostoru između planeta u Sunčevu sustavu. Sastoji se od vrlo rijetkog plina, čestica Sunčeva vjetra te od čestica prašine (najčešće promjera između 10 μm i 100 μm). Nastaje emisijom sa Sunca, sudaranjem meteoroida i planetoida (asteroida) i oslobađa se iz kometa dok prolaze oko Sunca. Sunčev vjetar polako je potiskuje u svemir. Teško se može opažati. Sunčeva svjetlost raspršena na česticama prašine u području ekliptike naziva se zodijačka svjetlost.

## Fizička svojstva međuplanetarnog oblaka
Izvor zodijačke svjetlosti je prvenstveno prah, a ne plin. Čestice praha veličine su od 1 do 10 μm (moguće i do 100 μm). Sastoje se od dviju vrsta. Jedne su metalne (željezne), druge dielektrične, čestice sa svojstvima izolatora (misli se da je to silikatni prah s ledenom korom, ili samo led). Oblik čestica je izdužen ili okrugao. Masa jedne čestice kreće se od pikograma do mikrograma. Važno je svojstvo čestica da svjetlost odbijaju uz malo skretanje. Postoje dva maksimuma: s kut skretanja 0° i za 180°. Promatrač na Zemlji dobiva svjetlost iz jednog smjera, prihvatajući doprinose mnogih čestica. Što su čestice bliže ravnini ekliptike, to doprinose više svjetlosti. Opažanja s visokih planina, iz balona i iz umjetnih satelita, te za vrijeme pomrčine Sunca, ustanovila su da su krute čestice prisutne sve do površine Sunca. Sjaj zodijačke svjetlosti silno jača u smjeru prema Suncu, ali ne samo zato što su povoljniji uvjeti promatranja zbog kuta odbijanja svjetlosti i zbog porasta broja čestica, već zato što su glavni doprinos tada daju slobodni elektroni. U Sunčevoj koroni ima ih veoma mnogo i oni dobro raspršuju svjetlost poteklu s površine Sunca. 
Ispitivanja međuplanetarne tvari uz pomoć svemirskih letjelica utvrdila su da gustoća oblaka praha naglo pada na vanjskom rubu planetoidnog pojasa. Ukupna masa praha unutar kugle, kojoj je opseg Zemljina staza, procjenjuje se na 1017 kilograma. Iako se to čini mnogo, čestice praha susreću se rijetko. Na jednu česticu otpada obujam kocke sa stranicama od 100 metara. Usprkos tako razrijeđenom oblaku, on se zapaža zbog u cjelini velikog broja čestica. Jednaka količina tvari sadržana je i u plinovitom stanju.
Međuplanetarna tvar nalazi se u stalnom gibanju. Na čestice utječu privlačne sile Sunca i planeta, a ako im je masa dovoljno mala, tada utječe još i svjetlost. U jednom slučaju tlak svjetlosti (tlak elektromagnetskog zračenja) može nadjačati Sunčevu privlačnost, pa će prah napustiti Sunčev sustav. To se događa ledenim česticama koje su velike od 0,1 do 1 μm, ili željeznim i grafitnim česticama koje su još manje. 
U drugom slučaju učinak svjetlosti je baš suprotan, a javlja se u čestica veće mase, koje tlak svjetlosti ne može odagnati u svemir. Taj učinak je poznat pod nazivom Poynting-Robertsonov učinak, a sastoji se u tome što čestica poslije upijanja i ponovnog isijavanja svjetlosti gubi količinu gibanja na stazi oko Sunca, pa to vodi smanjenju polumjera kruženja. Čestice u gustim zavojima spirale padaju prema Suncu. Takvom vladanju podliježu sve čestice veće od nekoliko mikrometara, no najveći utjecaj trpe one koje su manje od 300 μm. Što su čestice veće, staze im se sporije mijenjaju. 
Zbog obiju učinaka međuplanetarni bi prostor ostao bez čestica. Jedan dio oslobađa se iz Sunčeva sustava i raspršuje u Sunčevu tragu među zvijezdama; osim svjetlosnog tlaka kao uzroka izgona neke su čestice jednostavno izbačene s velikom brzinom iz kometa, ili iz planetoida prilikom njihovih srazova. Drugi dio čestica pada prema Suncu, a najmanji broj sudara se s planetima. 
Čestice koje stignu na Zemlju viđamo kao meteore ako su veće od 10 μm do 100 μm. Ako su sitnije, takozvani mikrometeoriti, prilikom ulaska u atmosferu prenose se kroz nju kao teški sastojci dima, sliježu se umjesto da izgore. Nataloženi sloj mikrometeorita zapaža se na oceanskom dnu, a slično i na površini Mjeseca. Postoje ne odviše pouzdane procjene dnevnog dotoka mase mikrometeorita: od 400 do 10 000 tona na dan, a običnim meteoritima pristiže masa od kojih 10 tona na dan. Prisustvo čestica praha u visokoj atmosferi otkriva se prilikom sumraka, kada Zemlja baca sjenu na te slojeve. Česticama ima da zahvali i jedna divna pojava: na čestice se u visini, od 75 do 90 kilometara hvata vodena para i led, pa se javljaju srebrnasti noćno-svijetleći oblaci (polarni stratosferski oblaci). 
Međuplanetarni oblak praha neprestano se nadoknađuje iz kometa (98%) i planetoida (2%), a samo malen dio otpada na pravu svemirsku prašinu, čestice koje dolaze iz međuzvjezdanog prostora. Sunce je stalan izvor plina, iona i slobodnih elektrona, a izvorom plina su i atmosfere tijela koja se kreću u tom prostoru. Čini se da je životni tok međuplanetarne tvari uravnotežen, koliko se raspršene tvari udalji iz prostora, toliko se i nove pojavi.

## Poveznice
- oblak velike brzine
- spalacija svemirskih zraka
- pokus CRESU
- međuplanetni oblak prašine
- toplo-vruća međugalaktička tvar (WHIM)
- bezkolizijski medij
- tvar između galaktičkih skupova (ICM)
- Lokalni međuzvjezdani oblak
- G-oblak
- superskupovi galaktika
- galaktičko vlakno
- međuzvjezdani prah
- praznina (astronomija)
- međuzvjezdani oblik
- galaktička plima
- heliosferni tok sila
- sunčev vjetar
- polarna svjetlost
- dvostruki sloj (plazma)
- heliosfera
- protusjaj
- Zemljina sjena
- Oblaci Kordiljevskog
- Trojanski asteroidi
- zodijačka svjetlost (zodijačka prašina)
- egzozodijačka svjetlost (egzozodijačka prašina)
- mjesečina
- raspršivanje prema naprijed
- Poynting–Robertsonov efekt
- međuplanetna prašina